# دیر مواس
دیر مواس (به عربی: دیر مواس) یک شهر در مصر است که در استان منیا واقع شده‌است.